# Sidérostat
Le sidérostat est un instrument d'astronomie inventé par Léon Foucault.

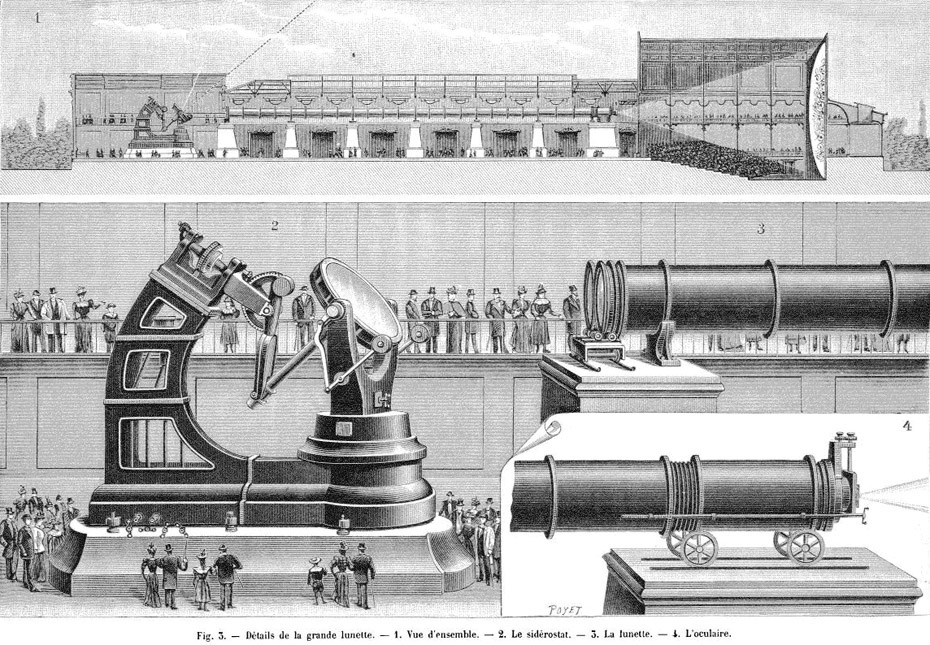
La grande lunette de l'exposition universelle de Paris 1900. Vue d'ensemble (en haut), le tube sidérostat (à gauche) et l'objectif (à droite), et la fin de la lentille oculaire (encadré).

Il réfléchit dans une direction constante les rayons émanés d'un objet céleste malgré le mouvement de rotation de la Terre. Un système bielle-manivelle sur une monture azimutale permet de renvoyer la lumière sur un instrument (télescope ou lunette) qui peut donc rester fixe. À la différence du cœlostat le champ n'est pas fixe et tourne autour du point visé.